# Jiutepec
Jiutepec est une ville située dans l'agglomération de Cuernavaca, dans l'État de Morelos, Mexique. Elle est traversée par le Paseo Caunahuac qui se transforme en route fédérale allant jusqu'à Yautepec puis Cuautla.
Sa population est estimée à 181 317 habitants.
Depuis 1966, l'importante zone industrielle de la Ciudad Industrial del Valle de Cuernavaca (CIVAC) est implantée à Jiutepec.